# جري (لاعب كرة قدم)
جري هو لاعب كرة قدم برازيلي في مركز الوسط، ولد في 12 يونيو 1980 في أوسوريو في البرازيل. لعب مع نادي الشعب ونادي النصر ونادي حتا ونادي خورفكان ونادي سانتوس ونادي شيانج ري يونايتد ونادي عجمان ونادي غوياس.